# Lava

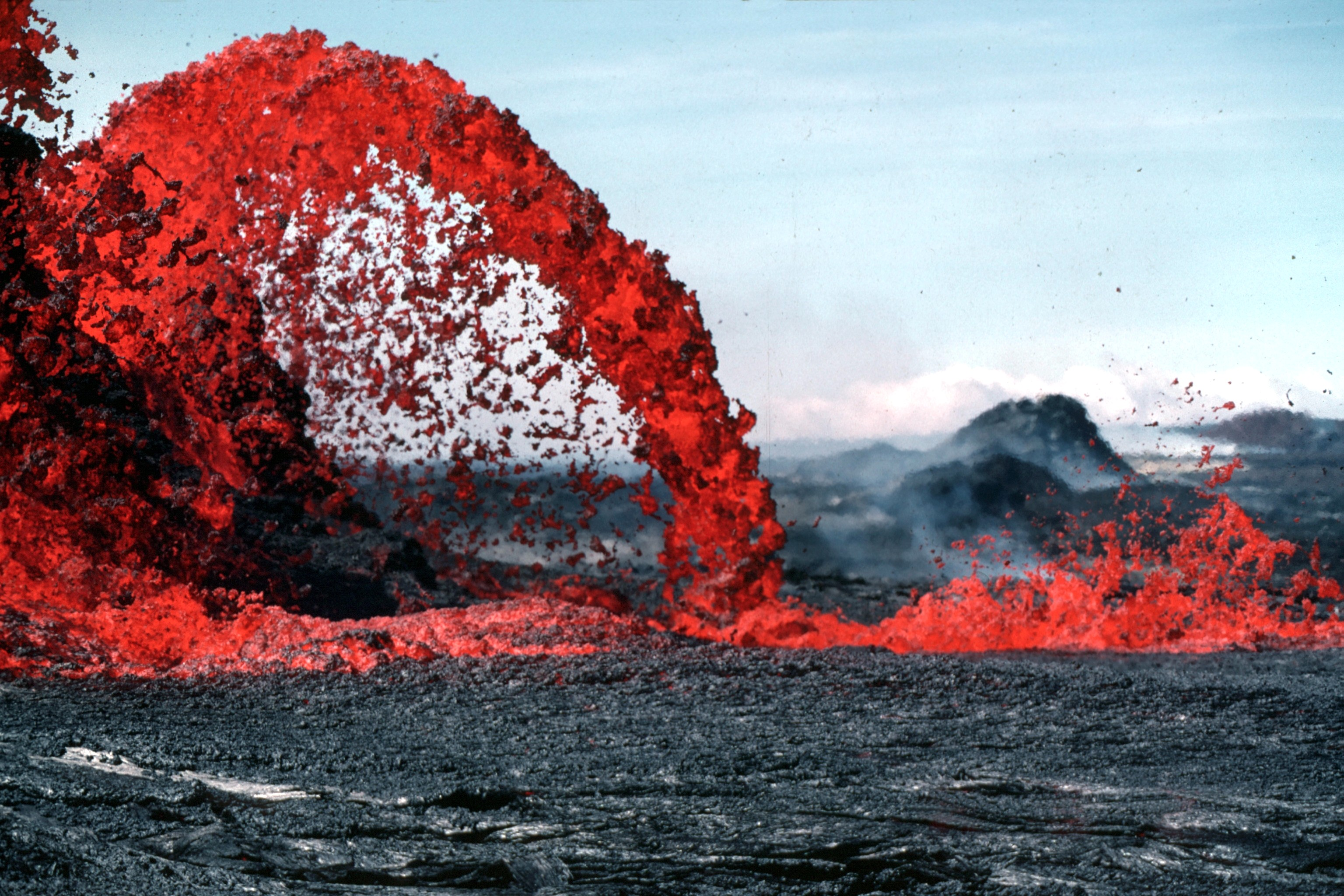
Een 10 meter hoge fontein van pahoehoe-lava op Hawaï

Lava is gesteente in vloeibare vorm. Nadat magma het aardoppervlak of de zeebodem bereikt wordt het lava genoemd. Door verschillen in magmasamenstelling, snelheid van uitvloeiing, temperatuur en chemische, mineralogische samenstelling zijn er meerdere soorten lava, ieder met een eigen gedrag en met als kenmerk een poreuze structuur.
Lava kan een vernietigende werking hebben, maar heeft tegelijkertijd ook een creërende werking. Zo kan nieuw land worden gevormd door lava, hierdoor zijn bijvoorbeeld de Hawaïaanse eilanden in de Grote Oceaan ontstaan. Verder is afgekoelde lava – na enige eeuwen van verwering – zeer vruchtbaar en kan daarom goed gebruikt worden als landbouwgrond.

## Oorsprong van de term
Het woord 'lava' komt oorspronkelijk uit de Italiaanse taal, en is waarschijnlijk afgeleid van het Latijnse woord labes dat duidt op het glijden of schuiven van de lava. Het woord werd in zijn huidige betekenis voor het eerst gebruikt door Francesco Serao, professor in de geneeskunde aan de Universiteit van Napels, toen hij de eruptie van de Vesuvius in de periode van 14 mei tot 4 juni 1737 beschreef. Serao geloofde dat lava een mengsel van zand en aarde was, dat was gesmolten door de hitte van het vulkanische vuur. Hij beschreef "een stroom van vurige lava" in vergelijking met het water en de modder die na hevige regen van de vulkaan afstromen.

## Eigenschappen

### Temperatuur en viscositeit

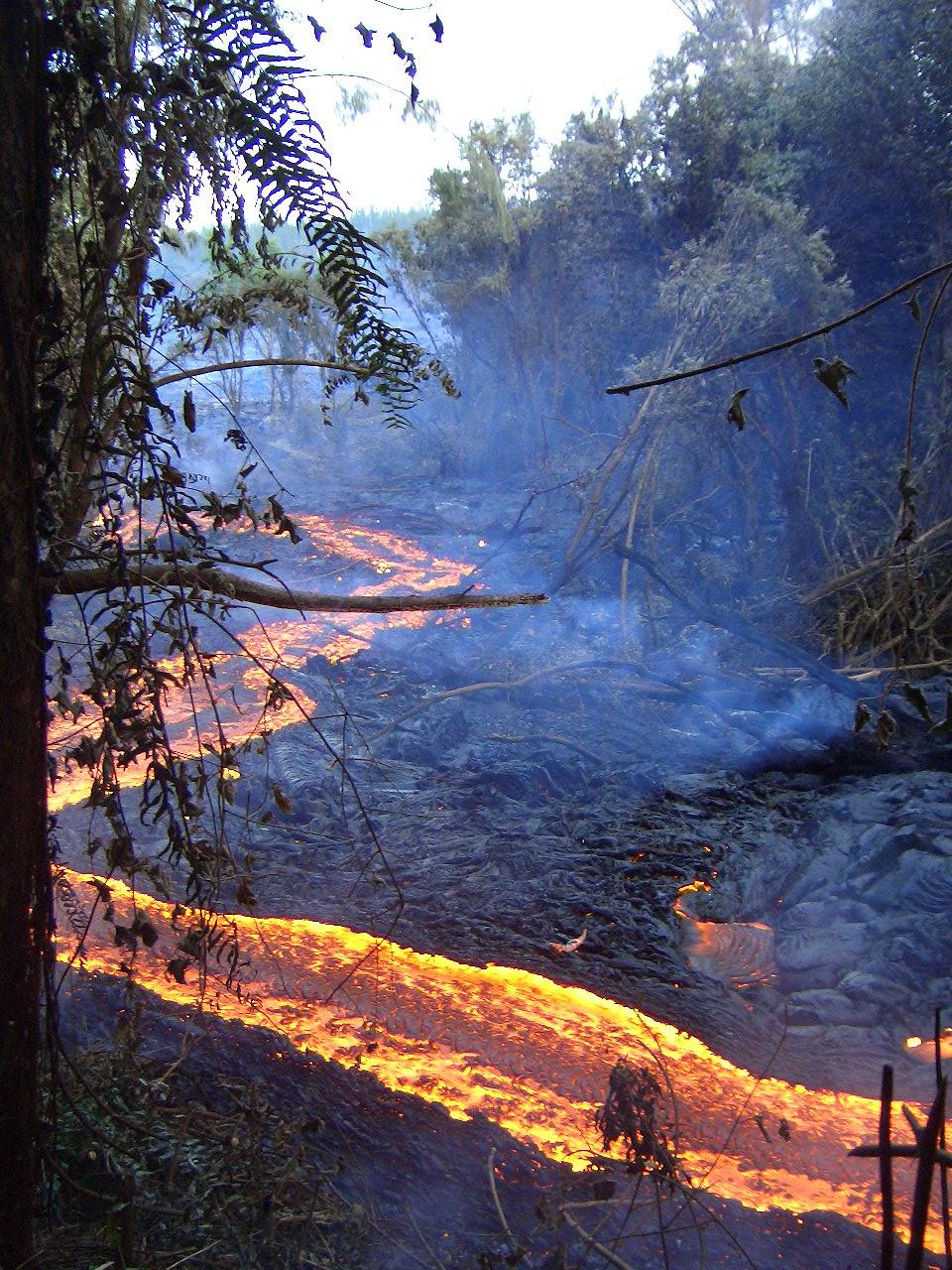
Deze lavastroom op Réunion stroomt langzaam naar de zee.

Op het moment dat lava aan de oppervlakte komt heeft het normaal gesproken een temperatuur tussen 700 °C en 1200 °C. De viscositeit van lava is 100.000 keer zo groot als die van water. De viscositeit bepaalt hoe de lava stroomt.
Lava met een hoge viscositeit is erg stroperig. Het zal slechts langzaam stromen, klonteren en zichzelf blokkeren. Gassen worden makkelijk opgesloten in het semi-vloeibare gesteente en vormen belletjes (vesicules). Stroperige lava erupteert vaak explosief of onder de grondwaterspiegel en wordt geassocieerd met tufsteen en pyroclastische stromen. Als dit lavatype weinig gas bevat en onder hoge temperatuur uitbarst kan het een lavastroom vormen. Naast pyroclastische erupties kan het lavakoepels en laminaire lavastromen (Engels: sheeted flows) vormen.
Lava met een lage viscositeit is relatief vloeibaar en stroomt daarom makkelijk. Het vormt poelen, kanalen en rivieren van gesmolten steen. Ingesloten gassen kunnen in dit lava makkelijk opstijgen en ontsnappen. Pyroclastische erupties met dit type lava komen zelden voor, meestal verloopt de uitbarsting rustig. Dit lava vormt geen steile stratovulkaan omdat het ver kan stromen voordat het stolt. Er zijn drie vormen van lavastromen met lage viscositeit; scherpe lava ('a'ā), gladde lava (pahoehoe) en kussenlava.

### Chemische samenstelling
In de meeste gevallen wordt het gedrag van lava meer beïnvloed door de chemische samenstelling dan door de temperatuur waarbij het naar buiten wordt gestuwd. De chemische samenstelling heeft grote invloed op andere eigenschappen van de lava, zoals stollingstemperatuur, viscositeit en manier waarop het aan de oppervlakte komt. Stollingsgesteenten kunnen worden verdeeld naar zuurgraad, van felsisch (zuur) tot mafisch (basisch). Deze verschillen ontstaan door de verschillende chemische samenstellingen. De gesmolten lava wordt dezelfde naam gegeven als de gesteenten die ontstaan als ze stolt. Naast de hieronder genoemde karakteristieke mineralen kan lava ook andere mineralen en brokken van gesteenten bevatten, waaronder vaste kristallen en xenolieten.
- Felsische lava's zoals ryoliet en daciet zijn zuur en zeer stroperig. Dit wordt vooral veroorzaakt door het hoge gehalte aan silica, aluminium, kalium en natrium. Hierdoor ontstaat een gepolymeriseerde vloeistof, rijk aan veldspaat en kwarts, die een veel hogere viscositeit heeft dan andere lavatypen. Felsische lava's hebben een smeltpunt van 650 à 750°C, maar in de praktijk kan hun temperatuur bij eruptie ook hoger liggen. Dit lavatype wordt vaak geassocieerd met strombolische erupties, waarbij een vulkaan regelmatig maar niet al te heftig uitbarst. Felsisch lava kan lavakoepels, laminaire lavastromen, tufsteen en de afzettingen van pyroclastische golven vormen. Een pyroclastische golf is vergelijkbaar met een pyroclastische stroom maar bevat een hoger percentage aan gassen.
- Intermediaire lava's hebben een min of meer neutrale pH. Ze bevatten minder aluminium en silica dan felsische lava, en meestal meer magnesium en ijzer. Door het hogere ijzer- en magnesiumgehalte wordt het uiteindelijke gesteente donkerder. Andesitische lavakoepels, laminaire lavastromen en stratovulkanen kunnen worden gevormd door dit lavatype, dat ook vaak geassocieerd wordt met strombolische erupties. De smelttemperaturen van intermediaire lava liggen rond de 750 °C à 950 °C en het is minder stroperig dan felsische lava - de hoge temperatuur vernietigt de polymerisatieketens waardoor de lava zich meer als een vloeistof gaat gedragen. Ook is er dan meer kans op de vorming van fenokristen (grote opvallende kristallen in porfierachtige gesteenten) zoals ambifolen en pyroxenen.
- Mafische lava's zijn basisch en hebben typisch een chemische samenstelling dicht bij basalt. Erupties van deze lavasoort vinden meestal plaats bij temperaturen boven de 950 °C. Net als intermediaire lava is basaltische lava rijk aan ijzer en magnesium maar arm aan aluminium en silica. De mate van viscositeit is dus relatief laag, maar nog steeds duizenden keren zo hoog als die van water. Doordat er weinig polymerisatie optreedt in mafische lava kunnen de chemische bestanddelen goed diffunderen en ontstaan er vaak grote fenokristen. Een ander gevolg van de grote vloeibaarheid is het wijd uitwaaieren van de dunne lavastromen, met als gevolg het ontstaan van schildvulkanen.
- Ultramafische lava's zoals komatiiet en lava's met een hoog percentage magnesium zoals boniniet zijn extreem in alle opzichten. Het wordt aangenomen dat komatiieten bij 1600 °C zijn uitgebarsten. Bij deze hoge temperatuur is er geen polymerisatie tussen de minerale bestanddelen meer, resulterend in een zeer makkelijk uitvloeiende lava waarvan de viscositeit te vergelijken is met die van water. Er zijn weinig ultramafische lava's bekend die na het Proterozoïcum zijn ontstaan, met uitzondering van enige lava's uit het Phanerozoïcum. Door de afkoeling van de mantel is deze niet langer in staat om ultramafische lava's te produceren.

## Verschijningsvormen

### Vulkanen
Een vulkaan is een geologische structuur, veelal in de vorm van een berg. Vulkanen bestaan voor een groot deel uit gestolde lava. De lage schildvulkanen met hun brede basis worden gevormd door mafische basaltlava met een lage viscositeit. De steile stratovulkanen worden ook wel samengestelde vulkanen genoemd. Ze worden gevormd uit stroperige lava (meestal andesiet en ryoliet) en as. Deze zure lava kan slechts een korte afstand afleggen vanaf de bron, want het stolt snel. Het resultaat van deze eigenschap is de kegelvormige ophoping en daarmee de karakteristieke vulkaanvorm.
Het bovenste deel van een vulkaan kan instorten, of eraf geblazen worden door een eruptie. Hierbij ontstaat een caldera waarin vaak vulkanische kegels en lavakoepels ontstaan. Een voorbeeld van een dergelijke caldera is Mount Aniakchak. Soms ontstaat na enige tijd een complete nieuwe vulkaan in de caldera, zoals het geval was bij het ontstaan van de Vesuvius.

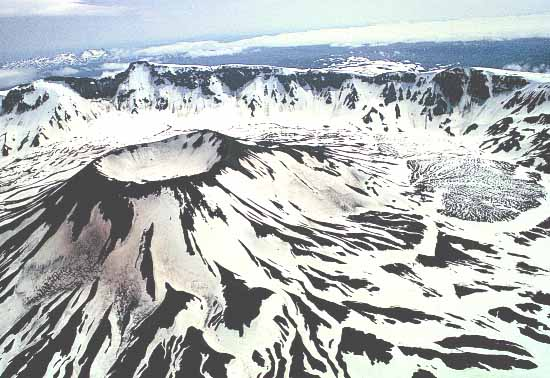
Vent Mountain, een vulkanische kegel in de caldera van Mount Aniakchak.

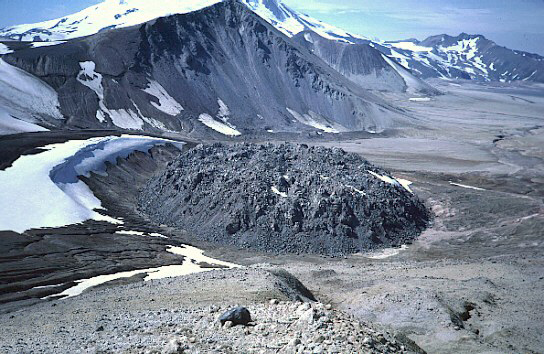
De Novarupta lavakoepel in het Katmai Nationaal Park in Alaska.

### Vulkanische kegels
Vulkanische kegels zijn eenvoudige kleinschalige verschijnselen die worden gevormd als vulkanisch materiaal (ejecta) zich ophoopt rondom een vulkanische schacht. Zo ontstaat een kegelvorm met een centrale krater. Er zijn verschillende soorten vulkanische kegels, waarvan er één - de spatkegel - wordt gevormd door lava. In lavafonteinen koelt het vloeibare gesteente af, het gedeeltelijk gestolde materiaal valt terug en vormt een hoop rondom de schacht. Omdat een deel van de lava nog vloeibaar is, plakt het materiaal aan elkaar. Dit gebeurt niet bij andere typen vulkanische kegels zoals askegels en sintelkegels. Spatkegels ontstaan meestal uit zeer vloeibaar lava zoals dat op de Hawaïaanse eilanden voorkomt.

### Spleeteruptie
Als de lava dunvloeibaar is, kan deze aan het aardoppervlak uittreden in de vorm van spleeterupties langs lange spleten in de aardkorst, zoals op IJsland in augustus 2014, en op Hawaï in mei 2018.

### Lavakoepels
Afkoelende stroperige lava hoopt zich vaak op in een vulkanische schacht. Door deze blokkage en de aanwezigheid van gassen in het lava wordt de druk in de schacht opgebouwd. Uiteindelijk vindt een uitbarsting plaats waarbij grote wolken van vulkanisch as en gas ontstaan, evenals pyroclastische stromen. De meest explosieve erupties worden gevolgd door een rustigere periode waarin lava wordt uitgestoten. Als de lava rijk aan silica is ontstaat een langzaam groeiende lavakoepel, een grote kussenachtige structuur vol barsten en spleten. De top en randen van een lavakoepel zijn meestal bedekt met steenfragmenten, breccia en as.

### Lavastroom
De nog vloeibare lava kan zich in de vorm van een stroom verplaatsen. In het begin kunnen lavastromen snelheden van wel 75 kilometer per uur bereiken, een snelheid die afneemt naarmate de lava meer afkoelt. Snelheden van nog maar enkele meters per uur zijn dan niet ongebruikelijk. Lavastromen zelf kunnen niet alleen vanwege de temperatuur van de lava gevaarlijk zijn, maar ook omdat ze gassen zoals koolstofdioxide, waterstofsulfide,
zoutzuurgas en zwaveldioxide kunnen uitstoten.

### Lavatunnels
Lavatunnels worden gevormd als het oppervlak van een stroom relatief vloeibare lava afkoelt en een korst vormt. Deze korst is een goede isolator zodat de onderliggende lava door kan blijven stromen. Na enige tijd ontstaat een soort pijplijn waardoor gesmolten gesteente zich vele kilometers kan verplaatsen zonder noemenswaardig af te koelen. Nadat de toevoer van lava is gestopt blijven vaak lange tunnels in de geharde lavastroom achter.

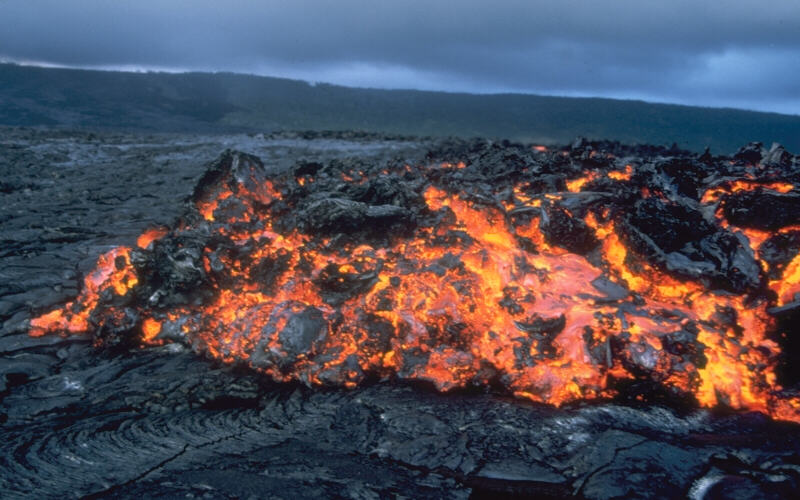
Een 'a'ā-lavastroom bovenop oudere pāhoehoe-lava op de kustvlakte van Kilauea in Hawaï.

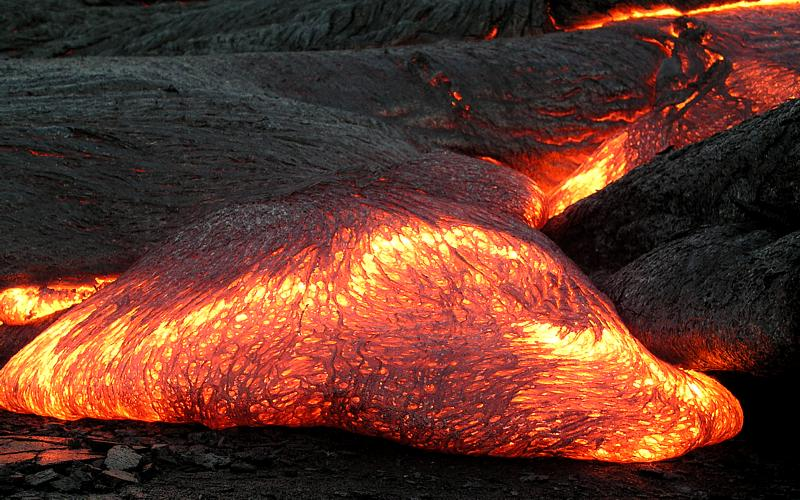
Pāhoehoe-lava afkomstig uit de vulkaan Kilauea in Hawaï.

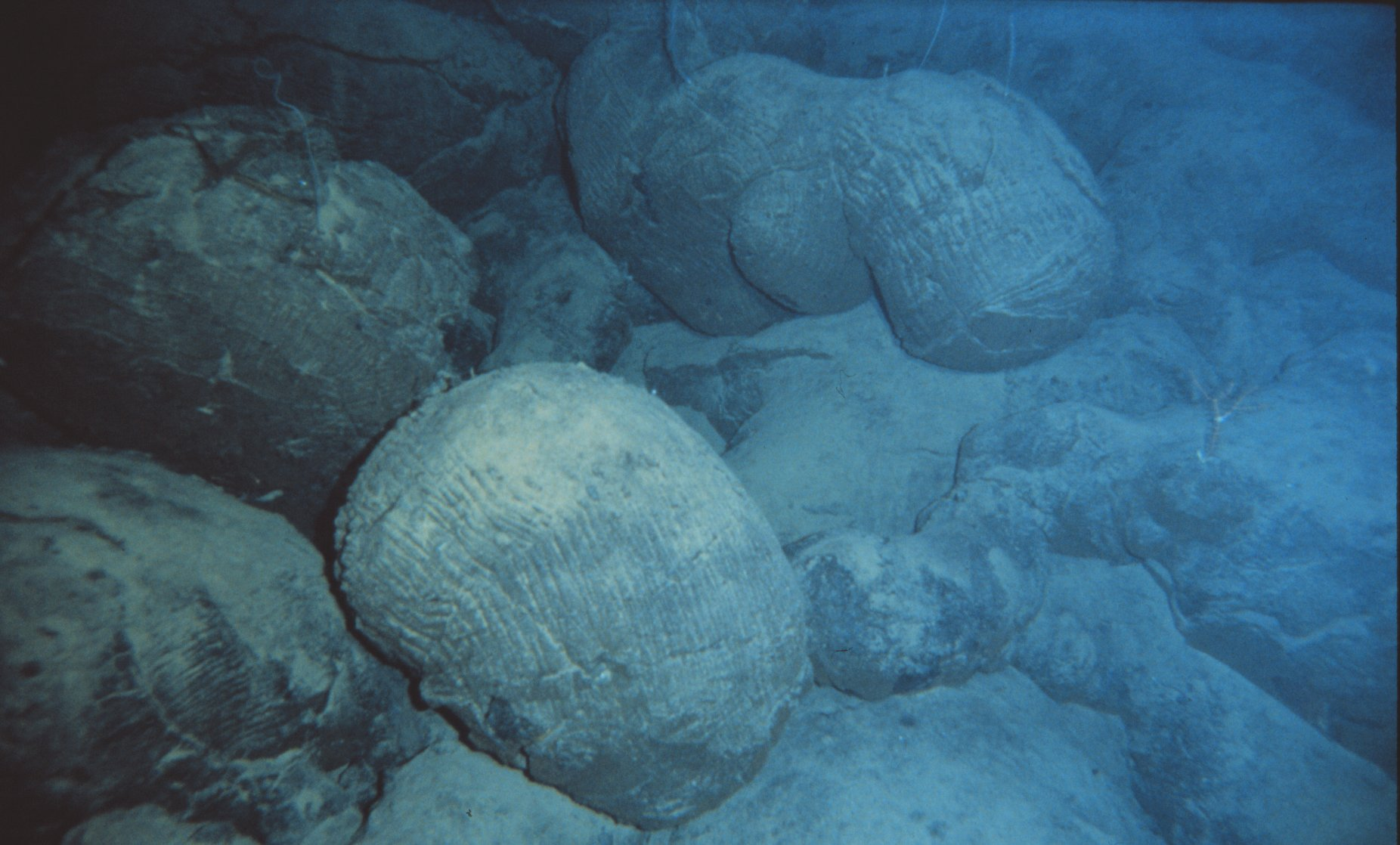
Gestold kussenlava voor de kust van Hawaï.

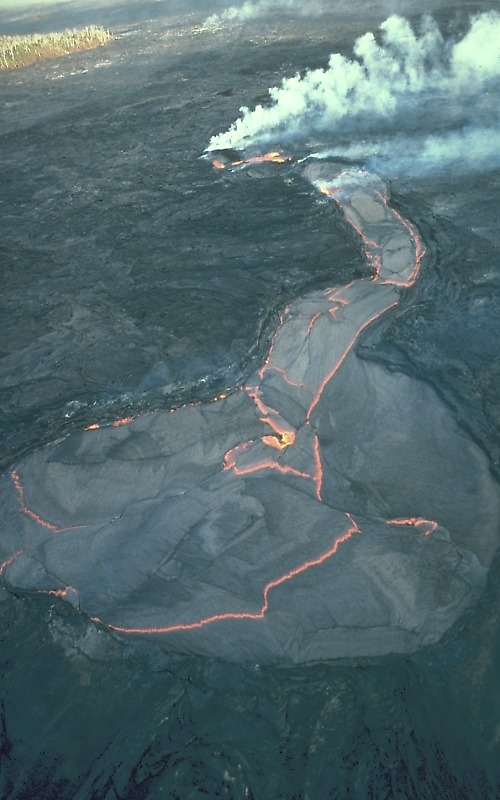
Een lavameer boven op de Kupaianaha-schacht van de vulkaan Kilauea op Hawaï.

### Scherpe lava
Scherpe lava, die in het Hawaïaans 'a'ā genoemd wordt, is een lavastroom gekenmerkt door een ruw oppervlak bezaaid met lavabrokken. Deze oneffenheden maken het moeilijk om over een geharde 'a'ā-stroom te lopen. Onder het onregelmatige oppervlak ligt een massieve kern, een overblijfsel van het meest actieve deel van de stroom. De lavabrokken worden in de actieve stroom meegetrokken door het deegachtige lava dat zich in de kern beweegt. Aan de voorkant worden de afgekoelde fragmenten begraven onder de oprukkende stroom. Zo ontstaat een laag van lavabrokken boven én onder de stroom. De viscositeit van 'a'ā is meestal hoger dan dat van pāhoehoe, maar de laatste variant kan veranderen in 'a'ā door warmteverlies en obstakels of steile hellingen.

### Gladde lava
Gladde lava wordt ook wel pāhoehoe genoemd. Het is basaltische lava met een glad golvend oppervlak. Deze eigenschappen worden veroorzaakt door het stromen van zeer vloeibaar lava onder een stollende korst. Uit de korst komen voortdurend kleine uitvloeisels waardoor de stroom vooruitgaat. Lavatunnels worden vaak gevormd door pāhoehoe-lava. De oppervlaktestructuur van geharde pāhoehoe-stromen varieert sterk en kan resulteren in vele bizarre vormen of 'lavasculpturen'. Na enige afstand te hebben afgelegd kan pāhoehoe veranderen in 'a'ā doordat het warmteverlies gepaard gaat met een toename van de viscositeit.

### Kussenlava
Kussenlava wordt gevormd als lava uit een vulkanische schacht onder water stroomt, of als een lavastroom de zee bereikt. De stroperige lava vormt bij het eerste contact met water een korst waarin vervolgens barsten ontstaan. Uit deze barsten sijpelt meer lava waaruit 'kussens' ontstaan. Kussenlava is zeer algemeen, omdat een groot deel van het aardoppervlak bedekt is met water. Bovendien liggen veel vulkanen bij of onder water.

### Laminaire lavastromen
Een laminaire stroming kenmerkt zich door de gelaagde manier van voortbewegen van het medium, terwijl er niet of nauwelijks stroming loodrecht op de hoofdstroom plaatsvindt. Ook felsische tot intermediaire lava kan zich in ongewone gevallen op deze manier heel langzaam voortbewegen. De bovenkant en onderkant van de laminaire lavastroom (sheeted flow) vormen een harde brosse schaal waarin de taaie stroperige lava stroomt. Als de stroom voortschrijdt gaat de korst kapot, het overblijfsel noemt men autobreccia. Het binnenste deel van de geharde stroom laat zien dat de taaie lava als het ware is uitgerekt, vervormd en zelfs gefolieerd is.

### Lavameren
In zeldzame gevallen vult een vulkanische kegel zich met lava zonder vervolgens uit te barsten. De opeenhoping van vloeibaar gesteente in een caldera wordt een lavameer genoemd. Meestal houden deze meren niet lang stand; ze worden weer afgevoerd naar de magmakamer nadat de druk is afgenomen (meestal doordat gassen zijn ontsnapt via de caldera) of worden naar buiten gestuwd bij een eruptie.
Door vulkanische explosies zijn in de Eifel diepe trechters gevormd. Gevuld met water vormen ze de voor het gebied typische meren die maren worden genoemd. De grootste is de Laacher See nabij de abdij 'Maria Laach'. Gloeiende magma-lawinen stroomden vanuit de krater van de Laacher See door de dalen naar Mendig - Nickenich en Wassenach.
Rond de Laacher See vindt men een groot aantal vulkaankegels en enkele uitgestrekte lavavelden.

## Gevaren
Lavastromen zijn zeer destructief en verwoesten alles dat op hun pad komt. In de meeste gevallen hebben mensen genoeg tijd om te vluchten, want lavastromen bewegen zich doorgaans vrij langzaam voort. Slachtoffers die omkomen als gevolg van een lavastroom zijn daarom ongewoon. Er zijn echter wel gevallen bekend waarin mensen werden ingesloten door het hete, vloeibare gesteente en daardoor het slachtoffer werden van een lavastroom. Sommige overleden slachtoffers worden toegeschreven aan lavastromen, maar kunnen in werkelijkheid een andere oorzaak hebben, bijvoorbeeld een pyroclastische stroom of explosies die veroorzaakt worden als een lavastroom in contact komt met water.

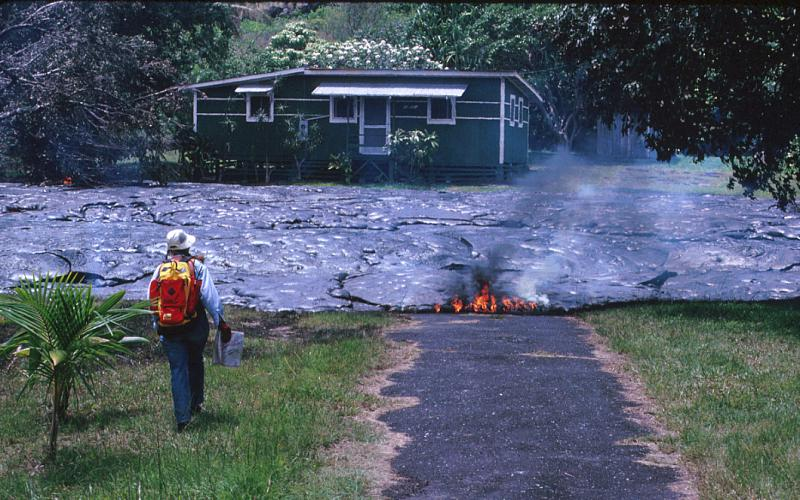
Een van de meer dan honderd huizen in Kalapana, Hawaï die in 1990 werden vernietigd door een lavastroom

In zeldzame gevallen beweegt een lavastroom zich wel met zeer hoge snelheid voort. In de nacht van 10 januari 1977, tijdens een eruptie van de vulkaan Nyiragongo in het toenmalige Zaïre, liep het hele lavameer in minder dan een uur weg door een bres in de kraterwand. De lava stroomde met grote snelheid van de steile hellingen af; sommige stromen bereikten zelfs een snelheid van 100 kilometer per uur. De lava overviel de slapende inwoners van meerdere dorpen in de nabije omgeving en ongeveer 70 mensen kwamen om het leven.
Voorbeelden van nederzettingen die geheel of gedeeltelijk werden verwoest door lavastromen zijn San Sebastiano al Vesuvio (1944), Catania (1669) en Goma (2002).

## Vulkanisch gesteente
Het geharde gesteente dat ontstaat uit lava noemt men uitvloeiingsgesteente. Het uiterlijk en de samenstelling van verschillende uitvloeiingsgesteenten varieert sterk. Als een lavastroom van ryoliet snel afkoelt, kan het obsidiaan worden. Als het gevuld is met gasbellen kan het echter ook puimsteen worden. Als dezelfde lava langzaam afkoelt, wordt het een lichtgekleurd massief gesteente dat men gewoon ryoliet noemt.

## Toepassingsgebieden
Lavagesteente, gebroken en gezeefd, wordt gebruikt als funderingsmateriaal onder wegen, paden, tennisbanen en kunstgrasvelden. Ook wordt het gebruikt als toeslagstof voor beton en in klei bij de baksteenindustrie (keramische industrie).